# 虎刺楤木
虎刺楤木，又叫广东楤木（中国树木分类学）、野楤木，为五加科楤木属的植物。分布于锡金、印度、马来西亚、越南、缅甸以及中国大陆的贵州、广东、云南、江西、广西等地，生长于海拔210米至1,400米的地区，见于林中以及林缘。

## 註解
1. ↑  「楤」，拼音：，注音：，音同「匆」[1]